# Liste der Baudenkmale in Twistringen
Die Liste der Baudenkmale in Twistringen enthält die Baudenkmale der niedersächsischen Stadt Twistringen im Landkreis Diepholz (Stand 3. August 2009). Diese Baudenkmale sind in der Denkmalliste eingetragen, Grundlage für die Aufnahme ist das Denkmalschutzgesetz Niedersachsen (§3 NDSchG).
| Bild                                                 | Bezeichnung                                          | Lage                                    | Beschreibung | Bauzeit                                                              | Eingetragen seit | Denkmal- nummer          |
| ---------------------------------------------------- | ---------------------------------------------------- | --------------------------------------- | --- | -------------------------------------------------------------------- | ---------------- | ------------------------ |
| Bildstock                                            | Bildstock                                            | Altenmarhorst Colnrader Straße          | |                                                                      |                  | 25104200003              |
| Wohnhaus                                             | Wohnhaus                                             | Altenmarhorst Grabhorststraße 32 Karte  | Das Wohnhaus Grabhorststraße 32 ist ein ehemaliges historisierendes neogotisches Herrenhaus der Alten Ziegelei Twistringen | 1903                                                                 |                  | 34449711 Wikidata        |
| Speicher                                             | Speicher                                             | Altenmarhorst Marienstraße 3 Karte      | |                                                                      |                  | 25104200002              |
| Backhaus                                             | Backhaus                                             | Heiligenloh Alte Dorfstraße 9 Karte     | Backhaus mit Ofen, Fachwerk, Lehmstakung teilweise durch Ziegelausfachung ersetzt, Satteldach | Wohl Anfang 19. Jh.                                                  |                  | 25104200043              |
| Wohn-/Wirtschaftsgebäude Heiligenloh                 | Wohn-/Wirtschaftsgebäude Heiligenloh                 | Heiligenloh Alte Dorfstraße 19 Karte    | Mit: Hofpflasterung, Baumbestand, Staketenzaun; straßenbildprägendes Zweiständer-Hallenhaus, Fachwerkhaus mit Ziegelausfachung, beispielhafte Ausprägung des Gebäudetypus                                                                | 1830                                                                 |                  | 25104200025M001 Wikidata |
| Pfarrkirche Heiligenloh                              | Pfarrkirche Heiligenloh                              | Heiligenloh Am Pfarrgarten Karte        | Gotische einschiffige Kirche mit Westturm und Apsis als Chor | 13., 18. und 19. Jahrhundert                                         |                  | 25104200005 Wikidata     |
| Kriegerehrenmal                                      | Kriegerehrenmal                                      | Heiligenloh Am Pfarrgarten Karte        | |                                                                      |                  | 25104200004              |
| Speicher                                             | Speicher                                             | Heiligenloh An der Henckemühle 2 Karte  | 2-gesch. Massivbau, nahezu original erh., Teil der Decke offen (ehem. Silo) |                                                                      |                  | 25104200036              |
| Wohn- und Wirtschaftsgebäude Borwede 1               | Wohn- und Wirtschaftsgebäude Borwede 1               | Heiligenloh Borwede 1 Karte             | Hallenhaus in Fachwerk mit Steinausfachungen und reetgedecktem Krüppelwalmdach |                                                                      |                  | 34449451 Wikidata        |
| Grenzstein                                           | Grenzstein                                           | Heiligenloh Ehrenburger Damm            | Obeliskförmiger Grenzstein, aufgestellt um 1811 auf der Grenze der Departments Oberems und Wesermündung, seit 1900 am jetzigen Standort                                                                                                  |                                                                      |                  | 251042000007             |
| Speicher Lerchenhausen 1                             | Speicher Lerchenhausen 1                             | Natenstedt Lerchenhausen 1 Karte        | eingeschossiges verklinkertes Gebäude mit Satteldach | 1851 (Inschrift)                                                     |                  | 25104200022 Wikidata     |
| Wohn- und Wirtschaftsgebäude Lerchenhausen 4, ehem.  | Wohn- und Wirtschaftsgebäude Lerchenhausen 4, ehem.  | Natenstedt Lerchenhausen 4 Karte        | Zweiständerhallenhaus mit Satteldach und Halbwalmdach | erb. M. 18. Jh., lt. Wohngiebelinschrift 1882 hier aufgebaut         |                  | 25104200028 Wikidata     |
| Wohnhaus                                             | Wohnhaus                                             | Natenstedt Lerchenhausen 4 Karte        | 1-gesch. Ziegelbau | um 1930                                                              |                  | 25104200029 Wikidata     |
| Wohn-/Wirtschaftsgebäude                             | Wohn-/Wirtschaftsgebäude                             | Rüssen Rüssen 9                         | Langgestreckter Zweiständerbau. Gefüge weitgehend erhalten bis auf Luchtbalken und Teile der li. Ständerreihe | Um 1985 vollständig entkernt, 2001, 2020 noch nicht instand gesetzt. |                  | 25104200009              |
| Kapelle (Wegekapelle)                                | Kapelle (Wegekapelle)                                | Scharrendorf Alter Kirchweg Karte       | Die Stöttinghäuser Kreuzkapelle wurde bereits 1805 urkundlich erwähnt, Kapelle auch unter dem Namen „Stubben Krütz“ bekannt. Die Inschrift am Kreuz lautet: „Dich bet‘ ich an Herr Jesu Christ, dies Bild zu Deinem Gedächtnis ist“      |                                                                      |                  | 25104200010              |
| Hünenburg (Stöttinghausen)                           | Hünenburg (Stöttinghausen)                           | Scharrendorf Am Ringwall Karte          | Die Hünenburg ist eine fast kreisförmige Wallanlage von 75–80 m Durchmesser, heute um 15 m breite und 2,0–2,70 m hoch | zwischen dem 8. und 10. JH:                                          |                  | 25104200042              |
| Wegekreuz                                            | Wegekreuz                                            | Scharrendorf Paradiesweg Karte          | |                                                                      |                  | 25104200011              |
| Grenzstein                                           | Grenzstein                                           | Scharrendorf (GMK) L341, km 3,340 Karte | Quaderartiger Stein mit parallelen vertikalen Kanten, Flachdach scharriert, hist. Kreisgrenze Syke/Kreis Sulingen |                                                                      |                  | 25104200027              |
| weitere Bilder                                       | Kath. Kirche St. Anna                                | Twistringen Am Kirchhof 7 Karte         | |                                                                      |                  | 25104200016 Wikidata     |
| Kriegerehrenmal                                      | Kriegerehrenmal                                      | Twistringen Am Markt Karte              | Inschrift: „Den gefallenen Helden zum ehrenden Gedächtnis, den Mitkämpfern zur dankbaren Anerkennung, den kommenden Geschlechtern zur Nacheiferung. Krieger-Verein Twistringen“                                                          |                                                                      |                  | 25104200017              |
| Schule                                               | Schule                                               | Twistringen Am Markt 1 Karte            | Die Schule Am Markt ist ein zweigeschossiger Putz-/Ziegelbau mit Walmdach und markanten dreiachsigen neoklassizistischen Giebelrisalit mit dem großen Lünettfenster                                                                      | 1911                                                                 |                  | 25104200018 Wikidata     |
| Heuerlingshaus, ehem.                                | Heuerlingshaus, ehem.                                | Twistringen Bachstraße 4 Karte          | Kleines niederdeutsches Hallenhaus in Fachwerk, Zweiständerbau | 1832                                                                 |                  | 25104200034              |
| Wohn-/Geschäftshaus                                  | Wohn-/Geschäftshaus                                  | Twistringen Bahnhofsstraße 6 Karte      | Das Wohn- und Geschäftshaus Bahnhofstraße 6 ist ein zweigeschossiges historisierendes Eckgebäude mit Satteldach und neoklassizistische Fenster- und Türleibungen und Giebeldreieck                                                       | 19. Jh.                                                              |                  | 34449671 Wikidata        |
| Martin-Luther-Kirche (Twistringen) (Ev. Pfarrkirche) | Martin-Luther-Kirche (Twistringen) (Ev. Pfarrkirche) | Twistringen Bahnhofsstraße 46 Karte     | Neogotische einschiffige Backsteinkirche mit Querhaus, dreiseitigen Chorabschluss und Westturm Grundsteinlegung: 4. April 1893 Einweihung: 15. Juli 1894 Architekt: Conrad Wilhelm Hase Bauleitung: Friedrich Jacob Backstein neugotisch | 1893–1894                                                            |                  | 25104200019 Wikidata     |
| Villa Harpstedter Straße 22                          | Villa Harpstedter Straße 22                          | Twistringen Harpstedter Straße 22 Karte | Gebäude mit Mansarddach, großem Dachhaus und mittiger Eingangsloggia |                                                                      |                  | 34449731 Wikidata        |
| Kreuzwegstationen                                    | Kreuzwegstationen                                    | Twistringen Kolpingstraße Karte         | Friedhof mit 14 Stelen der Kreuzwegstationen |                                                                      |                  | 25104200013              |
| Mausoleum I                                          | Mausoleum I                                          | Twistringen Kolpingstraße Karte         | |                                                                      |                  | 25104200014              |
| Mausoleum II                                         | Mausoleum II                                         | Twistringen Kolpingstraße Karte         | |                                                                      |                  | 25104200015              |
| Speicher Steller Straße 21                           | Speicher Steller Straße 21                           | Twistringen Steller Straße 21 Karte     | 2-gesch. verputzter Speicher, teils in Fachwerk mit Putzausfachungen, Satteldach und einem Ladeausleger | verm. 16. Jh., Süd-Giebel 1834 massiv erneuert                       |                  | 34450086 Wikidata        |
| Wohnhaus Wildeshäuser Straße 1                       | Wohnhaus Wildeshäuser Straße 1                       | Twistringen Wildeshäuser Straße 1 Karte | 2-gesch. verklinkertes Gebäude mit Satteldach, auffälligen Verzierungen und prägend durch Stellung in der Straßengabel. |                                                                      |                  | 34449981 Wikidata        |
| weitere Bilder                                       | Jüdischer Friedhof (Twistringen)                     | Twistringen Zur Poggenmühle             | Dreieckige Friedhof frei in der Landschaft umgeben von lichtem Baubestand, schlichte, Grabsteine d. späten 19. und frühen 20. Jh., belegt seit 1805. mit Gräbern russ. Kriegsgefangener.                                                 | 1805                                                                 |                  | 25104200012 Wikidata     |